# Madame Butterfly (Erzählung)
Madame Butterfly ist eine Kurzgeschichte des US-amerikanischen Schriftstellers John Luther Long.

## Entstehung
Als Vorlage für Longs Kurzgeschichte diente eine Erzählung über ein Teehaus-Mädchen namens Cho-san, die Sarah Jane Correll während ihres Japanaufenthalts in Nagasaki erzählt und ihrem Bruder, dem amerikanischen Anwalt und Schriftsteller John Luther Long zunächst in einem Brief und dann bei Corrells Rückkehr in Philadelphia im Jahre 1897 persönlich mitgeteilt wurde: „While living in Nagasaki, Jennie heard of the event that would later become the story of Madame Butterfly. At the time of her return to Philadelphia in 1897, Jennie talked about it to her brother John Luther Long […] From Japan Jennie sent letters to her brother […]. During her stay at his house, Jennie told John Luther Long the story of the "teahouse-girl" whom she called Cho-san [sic].“
Long wollte bei seiner literarischen Arbeit mit Hilfe der – seiner Ansicht nach – zuverlässigen Quellen seiner Schwester ein authentisches und überzeugendes Erzählkonstrukt und keine fiktive Komposition schaffen.
Nach der Veröffentlichung von Longs überarbeiteter Fassung gab Correll 1931 einige Lesungen, bei denen sie dieselbe Geschichte vorgetragen haben soll, die sie bereits ihrem Bruder mitgeteilt hatte. Für den Zeitraum zwischen Corrells Rückkehr im Jahre 1897 und ihren Lesungen im Jahre 1931 in Tokio existieren drei Versionen dieser Erzählung, die dort auch veröffentlicht worden sind. Ein Artikel erschien am 13. März 1931 in der japanischsprachigen Tageszeitung Jiji Shimpō. In der Japan Times und im Japan Magazine folgten zwei weitere Artikel, wobei letzterer die revidierte Fassung des Artikels vom 15. März 1931 ist, die Sarah Jane Correll persönlich vorgenommen und veröffentlicht hatte. Der folgende Auszug ist die gedruckte Version im Japan Magazine:

„On the hill opposite ours lived a tea-house girl; her name was Cho-san [sic]. Miss Butterfly. She was so sweet and delicate that everyone was in love with her. In time we learned that she had a lover. That was not so strange, for all tea-house girls have lovers, if they can get and hold them. Cho-san's young man was quite nice, but very temperamental, of moody, lonely disposition. One evening there was quite a sensation when it was learned that poor Cho-san, and her baby, had been deserted. The man had promised to return at a certain time; had even arranged a signal so that Cho-san would know when his ship had come in; but the little girl-wife awaited that signal in vain. Many an hour and many a long night did she peer from her shoji over the lovely harbour, but to no purpose: he never returned.“

## Vorwort von Long: „Präludium“
John Luther Long verfasste am 27. August 1903 auf Bitten seines Verlags ein Vorwort, das Informationen zur Genese und Verbreitung der Kurzgeschichte Madame Butterfly sowie deren emotionale Ansprache und Bearbeitung zum einen als Theaterstück durch den amerikanischen Bühnenautor und Regisseur David Belasco und zum anderen als Oper durch den italienischen Komponisten Giacomo Puccini beinhalten sollte. Longs als „Präludium“ bezeichnetes Vorwort fand bei der Leserschaft keinen Anklang; er forderte die Leser auf es zu ignorieren und sich über die Kurzgeschichte eine eigene Meinung zu bilden. Eine Mehrzahl der Leserschaft brachte für die Protagonistin Madame Butterfly tatsächlich Sympathie, ja sogar Mitleid auf. Auf die Frage der Leserschaft, ob der Autor für seine Erzählfigur Cho-Cho-San selbst Gefühle aufbringen könne, antwortete er, dass seine Gefühlsregungen in der chronologischen Abfolge im Vergleich zu den Emotionen der Protagonistin in der Erzählung, entgegengesetzt gewesen wären. Laut Long habe sich aber der emotionale Zustand der Hauptfigur von Leserschaft zu Leserschaft progressiv verstärkt.
Im Hinblick auf die Genese der Kurzgeschichte trifft John Luther Long im Vorwort keinerlei Aussage. Die Entstehung der Erzählung versucht er auf neurologische Vorgänge und religionsphilosophische Thesen zurückzuführen. Zur Stilistik der Kurzgeschichte und Wirkung der Protagonistin nimmt Long Stellung. Zunächst sieht der Autor in Madame Butterfly eine literarische „Wiedergeburt“ der Erzählfigur Cho-Cho-San, die man als humanes Geschöpf mit Fehlern zu akzeptieren hat und nicht als vollkommene Heldenfigur, wie andere Schriftsteller und Leser sie sich gerne vorgestellt hätten. John Luther Long bekennt sich offen zu den seit Beginn existenten „literarischen Fehlern“ in Madame Butterfly.

## Inhalt
Der amerikanische Marineoffizier Leutnant Benjamin Franklin Pinkerton wird zusammen mit seinem Kameraden Sayre bei Nagasaki stationiert. Auf dem Deck des Kriegsschiffes diskutieren die Offiziere aus Mangel an sexuellem Vergnügen über die in Japan existierende Institution der „Zeitehe“, die Pinkerton auf Sayres Ratschlag hin bei Ankunft in Anspruch zu nehmen beabsichtigt.
In Nagasaki: Cho-Cho-San, eine Samuraitochter, wird als Kind von ihrer Großmutter an ein Teehaus verkauft, da die Familie durch die Suizidtat des Familienoberhauptes und Samurai-Kriegers, der nach der Niederlage des Satsuma-Aufstands aufgrund des Ehrverlustes hara-wo-kiri begangen hatte, in Armut geraten ist. Durch den Verkauf des Kindes erhofft die Familie ihre finanzielle Misere zu beheben. Das Mädchen muss mit der Anstellung ihre alte Identität ablegen, sie erhält den Rufnamen Madame Butterfly und steht von nun an im Dienste des Teehauses.
In Nagasaki lässt sich Pinkerton mit Hilfe des Nakodo (jap.: Heiratsvermittler) Goro, der Geschäftsverbindungen zu Tee- und Vermittlungshäusern unterhält, an eine potentielle Kandidatin vermitteln. Goro wählt Madame Butterfly ob ihrer Schönheit für seinen amerikanischen Klienten aus und trifft die nötigen Vorbereitungsmaßnahmen für die Hochzeit. Zwischen den Parteien Pinkerton und Goro wird nicht nur ein Ehevertrag, sondern auch, durch die Beschaffung der Wohnung, ein unbefristeter Mietvertrag abgeschlossen, der bei einem bloßen Mietverzug zum Monatsende sofort annulliert werden würde. Um seine realen Absichten bezüglich der Institution Zeitehe zu verdecken, gibt Pinkerton Madame Butterfly vor, die Ehe sei nach amerikanischem Recht vollzogen worden und verschweigt ihr die Kündigungsoption jeweils zum Monatsende.
Mit dem Einzug in den gemeinsamen Haushalt beginnen die Maßnahmen des Amerikaners: Madame Butterflys japanische Familie wird ausgeschlossen, indem Schlösser in und an der Wohnung angebracht werden. An die Japanerin werden folgende Forderungen gestellt:
- 1. Den Offizier hat die Asiatin mit „Mr. B.F. Pinkerton“ anzusprechen.
- 2. Im Haus wird Amerikanisch gesprochen.
- 3. Pinkerton motiviert sie mit Nachdruck zur häuslichen Selbstständigkeit.
- 4. Madame Butterflys Religionspraxis wird verweigert, und stattdessen soll die Japanerin in die christliche Missionskirche gehen und sich dort die Glaubensinhalte anhören.

Pinkertons inhumaner Umgang mit seiner Frau veranlasst die japanische Familie schließlich dem Amerikaner einen Besuch abzustatten, um ihn auf seine Erziehungsmethoden aufmerksam zu machen. Die Familie wird bei diesem Besuch seitens des Offiziers mit Alkohol und Tabak mit Erfolg beeinflusst und Butterflys Familienangehörige auf seine Seite gezogen.
In der Hochzeitsnacht zeugt Pinkerton mit seiner „Mietfrau“ ein Kind. Die Ehe hält nur kurz. Bei Pinkertons Abreise in die Vereinigten Staaten gibt der Amerikaner das Versprechen, zurückzukehren „wenn die Rotkehlchen wieder brüten“. Die Japanerin nimmt sein Versprechen ernst, weil sie sich ein zukünftiges Leben mit Pinkerton in Amerika erhofft. Der Offizier hinterlässt bei seiner Abreise Geld, damit die Miete weiterhin bezahlt werden kann, die Scheidung reicht er nicht ein.
Nach Pinkertons Abreise bringt Madame Butterfly einen Sohn zur Welt, der zunächst Trouble, aber bei der Rückkehr seines Vaters Joy heißen soll. Es sind inzwischen einige Jahre vergangen und Madame Butterfly und ihr Hausmädchen Suzuki stellen fest, dass das Geld für die Miete nicht mehr ausreicht. Suzuki zweifelt an der Rückkehr Pinkertons, Madame Butterfly hingegen hält an dessen Versprechen fest und schildert dem Hausmädchen ihre Visionen von Pinkertons Rückkehr. Auch der Nakodo, der von der Abreise des Offiziers erfahren hat und diese als Scheidungsabsicht interpretiert, glaubt nicht an Pinkertons Rückkehr. Stattdessen sieht er die Möglichkeit, Madame Butterfly an einen seiner neuen Klienten zu vermitteln: den japanischen Prinzen Yamadori Okyo. Goro stattet daher der Asiatin einen Besuch ab, um einen Termin für eine „Begutachtung“ zu vereinbaren. Bei diesem Besuch, bei dem der Nakodo zum ersten Mal Madame Butterflys Kind sieht, wird die Legitimität der Zeitehe erörtert.
Es kommt zum Treffen zwischen dem Prinzen und Madame Butterfly. Mit Geschenken versucht Yamadori vergebens, die Japanerin, die sich für eine echte Amerikanerin hält, zur Annahme seines Heiratsantrages zu motivieren. Selbst die von ihm unternommene Degradierung des Kindes ändert nichts an ihrer Ablehnung.
Die drei Besuche, die Madame Butterfly im Anschluss dem amerikanischen Konsul Sharpless abstattet (die sogenannten „Konsulatsbesuche“), erfolgen im Kontext der interkulturellen Ehe: mit gezielten Fragen hofft die Protagonistin nämlich, die Zweifel ihrer Landsleute (Suzuki, Goro und Yamadori) beseitigen zu können. Doch aufgrund der Schilderungen schließt der Konsul, dass der Offizier Madame Butterfly für seine egoistischen Absichten benutzt hatte. Sharpless rät Madame Butterfly daher, den Heiratsantrag des Prinzen Yamadori „zu ihrem Gunsten“ anzunehmen. Aber weil der Konsul die Asiatin von Pinkertons Rückkehr bereits in Kenntnis gesetzt hat, sieht sie darin den letzten Funken Hoffnung auf eine Rückkehr und trifft mit dem Hausmädchen Suzuki die erforderlichen Vorbereitungsmaßnahmen. Und tatsächlich kann sie mit dem Fernglas beobachten, wie das Kriegsschiff in den Hafen einläuft; die Ankunft des Offiziers tritt zunächst jedoch nicht ein. Erst durch einen Zufall erblickt Madame Butterfly einige Tage später ihren Mann zusammen mit einer blonden Frau auf einem Passagierdampfer.
Die Japanerin stattet dem Konsul ein letztes Mal einen Besuch ab, um eine Erklärung für diesen Vorfall einzuholen. Im Konsulat überreicht ihr Sharpless in Pinkertons Auftrag einen Geldumschlag mit Grußworten. Der Konsul erinnert sie dabei an ihre einstige Bitte, die sie bei ihrem damaligen Besuch in Gegenwart des Konsuls ursprünglich als Witz formuliert hatte, Pinkerton von ihrer Absicht zu erzählen, dass sie mit dem Kind fortgegangen sei, um den Prinzen Yamadori zu heiraten. Madame Butterflys Bitte gebraucht der amerikanische Konsul Sharpless nun als Notlüge: er gibt vor, er hätte Pinkerton bei seiner Ankunft die Bitte der Japanerin mitgeteilt, worauf der Offizier Japan wutentbrannt verlassen hätte. Um diese Lüge der Asiatin überzeugend zu vermitteln, zeigt Sharpless auf die Unterlagen auf seinem Schreibtisch und versucht Madame Butterfly glaubhaft zu machen, dass diese von ihm verfasst worden seien. Die Protagonistin hat jedoch die Lüge des Konsuls durchschaut.
In diesem Augenblick tritt Pinkertons Frau Adelaide ein, um ihrem Mann ein Telegramm zu schicken; Inhalt des Telegramms: sie hat bereits das Kind zusammen mit dem Hausmädchen Suzuki getroffen, Madame Butterfly jedoch nicht. Sie werde aber am nächsten Tag der Japanerin einen Besuch abstatten. Es kommt zu einer Begegnung zwischen den beiden Frauen, bei der Adelaide (Pinkertons amerikanische Neuvermählte) der Asiatin verzeiht, dass sich die amerikanischen Männer ihres Berufes wegen in sie verlieben. Adelaide tituliert die Japanerin daher als „Spielzeug“.
Madame Butterfly verlässt daraufhin das Konsulat und plant – wie einst ihr Vater – ihren Selbstmord aus Motiv des Ehrverlustes. Am Hals setzt sie den Dolch des einstigen Samuraikriegers an. Suzuki, das Hausmädchen, hatte bereits die Selbstmordabsicht ihrer Herrin geahnt und schubst daher das Kind in den Raum. Das Geschrei des Kindes hält die Japanerin schließlich von ihrer Tat ab; die Wunde wird sofort von Suzuki versorgt. Als Adelaide am nächsten Morgen Madame Butterfly einen Besuch abstatten will, findet sie das Haus leer vor.

## Adaptionen

### Film
Der 1915 erschienene Stummfilm Madame Butterfly von Sidney Olcott basiert auf Longs Kurzgeschichte.
1919 adaptierte Fritz Lang die Geschichte unter dem Titel Harakiri als Stummfilmdrama.
1954 verfilmte Carmine Gallone die Kurzgeschichte unter gleichem Titel.

### Theater
Die 1904 in Mailand uraufgeführte Oper Madama Butterfly von Giacomo Puccini basiert teilweise auf Longs Geschichte.